# Alan Voker
Alan Olav Voker (24. avgust 1997) norveški je disk-džokej i muzički producent, rođen u Northemptonu, u Ujedinjenom Kraljevstvu (u daljem tekstu UK). Najpoznatiji je po svom singlu iz 2015. godine pod nazivom „Faded“, koja je dobila dijamant sertifikaciju u Nemačkoj i više platina sertifikacija u preko 10 zemalja uključujući SAD (Sjedinjene Američke Države, u daljem tekstu SAD) i UK. Objavio je svoj debi muzički album, Different World u 2018. godini. Zauzeo je 36. mesto na DJ Magovoj listi najboljih 100 di-džejeva godine 2018. 

## Mladost
Alan Voker je sin Norvežanke Hilde Omdal Voker i Engleza Filipa Alana Vokera.   Po rođenju, Alan je dobio dvojno državljanstvo, Norveško i Englesko, zahvaljujući poreklu svojih roditelja. Kad je imao 2 godine, preselio se u Bergen  u Norveškoj sa svojim roditeljima, bratom i sestrom.  Voker je odrastao sa starijom sestrom, Kamilom (engl. Camilla), rođenom u Engleskoj, i mlađim bratom, Andreasom (engl. Andreas), rođenim u Norveškoj.
Odrastajući u digitalnoj eri, Voker se veoma rano zainteresovao za kompjutere, od čega je kasnije nastala velika strast prema programiranju i grafičkom dizajnu. Prvobitno nije imao nikakvu muzičku pozadinu; međutim, kasnije se sam učio o muzičkoj produkciji, gledajući tutorijale na Jutjubu. 

## Karijera

### 2012–2015: Početak muzičke karijere i pesma „“
Godine 2012., Voker je slušao pesmu Italijanskog di-džeja Davida Visla (engl. David Whistle; takođe poznat i kao di-džej Nes) i stupio u kontakt sa njim kako bi saznao kako on proizvodi svoju muziku. Inspirisali su ga producenti elektronske dens muzike (u daljem tekstu EDM) K-391 i Ariks (engl. Ahrix), kao i filmski kompozitori poput Hansa Cimera i Stiva Džablonskija (engl.  i , respektivno).  Počeo je kreirati svoju muziku na svom laptopu koristeci FL Studio. Jula 2012. godine, pomoću povratnih informacija od njegovih fanova onlajn, započeo je svoju produkcijsku karijeru i polako počeo objavljivati svoju muziku na Jutjub i SaundKlaud. Počevši karijeru kao takozvani „producent spavaće sobe“, bio je najpoznatiji po imenu Di-džej Vokz (engl. DJ Walkzz) pre potpisivanja sa muzičkom izdavačkom kućom i objavljivanja svog prvog albuma 2014. godine. 
Voker je objavio svoju pesmu „Fade“ 17. avgusta 2014. godine.   Pesma je stekla pažnju nakon njenog ponovnog objavljivanja preko izdavačke kuće NoCopyrightSounds 19. novembra. Voker je izjavio da je pesma inspirisana radom K-391 i Ariksa, čije pesme su takođe objavljene preko pomenute izdavačke kuće. Pesma ima preko 370 miliona pregleda na Jutjubu,  79 miliona preslušavanja na Spotifaj,  i 35 miliona preslušavanja na SaundKlaudu.  Usledile su pesme „Spectre“ i „Force“ u 2015. godini.
Voker je potpisao za MER Musikk pod labelom Soni Mjuzik Švedska i objavio svoj sledeći singl, „Faded“, unapređenu vokalnu verziju pesme „Fade“. Objavljena je 8. decembra 2015. godine, u njoj peva nekreditovana pop pevačica Iselin Solhejm.  Singl je do kraja godine obezbedio prvo mesto na tabelama u Austriji, Nemačkoj, Švajcarskoj i Švedskoj, na Ajtjuns tabelama u 33 države, kao i ulazak među prvih 10 na Spotifaj Svetskoj Tabeli. Muzički spot na Jutjubu ima preko 2,2 milijarde pregleda i 15 miliona lajkova,  što je postavlja u prvih 10 najviše lajkovanih Jutjub snimaka. Ima preko 780 miliona preslušavanja na Spotifaj,  i takođe je jedna od 10 najpretraženijih pesama putem telefonske aplikacije Šazam godine 2016.  Singl je takođe dobio zvanične remikse od strane Tijesta,  Deša Berlina i Hardvela. Kasnije je objavio akustičnu verziju pesme, kod koje su svi EDM elementi izbačeni. 

### 2016: Debitantni živi performans, pesma „Sing Me to Sleep“, i pesma „“
Voker se ispisao iz srednje škole u januaru kako bi gonio svoju muzičku karijeru.  27. februara, Voker je održao svoj debi nastup na Zimskim Iks Igrama (engl. Winter X Games) u Oslu, gde je izveo 15 pesama uključujući pesmu „Faded“ zajedno sa Iselin Solhejm.   Do početka marta, Voker je proizveo 30 do 40 pesama ukupno, ali „Faded“ obeležava njegov prvi singl sa Soni Mjuzik Švedska i prva koja je dostigla toliki uspeh na svetskom nivou.  7. aprila, Voker se udružio sa Švedskom pevačicom Sarom Larson na događaju, Eho Nagrade, u Nemačkoj. Zajedno su izveli Alanovu pesmu „Faded“ i Sarinu pesmu „“.  4 nedelje pre toga, ostvario je prvo mesto na NRJ Evropskih Vrućih 30 Архивирано на веб-сајту  (5. јун 2019) (engl.  Архивирано на веб-сајту  (5. јун 2019)) po prvi put, što je uspeo samo jedan Norveški umetnik pre njega, Kigo. 
Singl „“ je objavljen 3. juna, u kojem peva ista vokalistkinja kao u pesmi „Faded“, Iselin Solhejm. Pesma je bila prva na Ajtjuns tabelama u 7 zemalja. Njen muzički spot na Jutjubu ima preko 400 miliona pregleda,  dok na Spotifaj je dostigla 170 milliona preslušavanja. 
Singl „“ je objavljen 2. decembra, u kojem peva nekreditovana Švedska pevačica Nuni Bao.  Muzički spot na Jutjubu ima preko 740 miliona pregleda,  a na Spotifaj pesma je dostigla preko 210 miliona preslušavanja.  Pesma je takođe opisana kao „poslednji deo triologije koja se sastoji od „Faded“, „Sing Me to Sleep“ i „Alone“ “ od strane Gunara Griva (engl. Gunnar Greeve), Vokerovog menadžera i saradničkog pisca ovog singla. 
21. i 22. decembra, Voker je održao koncert pod nazivom „Alan Voker Odlazi Kući“ (engl. Alan Walker is Heading Home) u njegovom rodnom gradu Bergenu u naselju Verftet, gde je izveo 16 pesama zajedno sa pevačima: Andželinom Džordan, Marijusom Samjuelsenom, Aleksandrom Rotan, Jozefom Volde-Mariamom i Touvom Stirkeom (engl. Angelina Jordan, Marius Samuelsen, Alexandra Rotan, Yosef Wolde-Mariam i Tove Styrke, respektivno).   Koncert je bio na uživom prenosu na Jutjubu.  Prvi put je izveo nekoliko do tad neobjavljenih pesama, uključujući „restrunovanu“ verziju pesme „Sing Me to Sleep“ kao i pesme „Sky“ i „Heading Home“, od kojih je poslednja pomenuta, „Heading Home“, prvi put izvedena na njegovom debitantnom nastupu na Zimskim Iks Igrama. Pesma „The Spectre“, poboljšana verzija njegove postojeće pesme „Spectre“ je takođe izvedena tokom ovog koncerta.
23. decembra, Voker je objavio spot za singl „Routine“, koja je premijerno izvedena 2 dana ranije na koncertu u Bergenu i na nekim koncertima na „Walker Tour“ turneji. Pesma je napravljena u saradnji sa Dejvidom Vislom. Njen muzički spot na Jutjubu ima preko 30 miliona pregleda  i 23 miliona preslušavanja na Spotifaj. 

### 2017: Pesme: „Tired“, „“ i „“
Početkom 2017. godine, Vokerov Jutjub kanal je postao kanal sa najviše pretplatnika registrovan u Norveškoj, nakon prelaska oko 4,5 miliona pretplatnika i takođe je imao najviše pregleda među Norveškim Jutjuberima sa oko 3,4 milijarde pregleda od 10. februara 2018. godine.  
7. aprila, Voker je objavio instrumentalnu verziju pesme „Ignite“, u saradnji sa Norveškim muzičkim producentom K-391. Pesma je objavljena kao promocija početka prodaje pametnog telefona Soni Ekspirija XZ.
19. maja, Voker je objavio svoju prvu pesmu u kojoj je muški vokal, Irski pevač i tekstopisac Gevin Džejms, čiji naslov glasi „Tired“. Voker je izjavio da pesma „dodaje drugu dimenziju“ na njegovu produkciju. Njen muzički spot na Jutjubu ima preko 102 miliona pregleda. 
9. juna, u saradnji sa Dejn Aleks Skrindo (engl. Dane Alex Skrindo), objavljena je pesma „“ unutar kompilacije pesama pod nazivom: . Njen muzički spot na Jutjubu ima preko 36 miliona pregleda. 
15. septembra, objavio je pesmu „The Spectre“, unapređenu verziju njegovog singla iz 2015. godine „Spectre“ koja uključuje i vokale. Muzički spot ovog singla sadrži snimke sa njegovih koncerata, kao i tim igrača obučenih u bele kombinezone i crne kacige. Muzički spot trenutno ima preko 590 miliona pregleda.
27. oktobra, Voker je objavio pesmu „All Falls Down“, u kojoj peva američka pevačica Noa Sajrus i u saradnji sa Britanskim di-džejem i muzičkim producentom Digital Farm Animals (u grubom prevodu: Digitalna Farma Životinja). Priča u muzičkom spotu prati njegovu prethodnu pesmu „Tired“. Njen Jutjub spot ima preko 164 miliona pregleda.  

### 2018: Serijal „Unmasked“ na Jutjubu, pesme „Ignite“, „Darkside“, „Sheep“ i „Diamond Heart“ i debi album
U toku njegovog šoua na Ultra Mjuzik Festivalu u Majamiju, Vokeru se pridružio Holandski di-džej Armin van Buren na sceni, gde su zajedno prvi put izveli njihovu novu zajedničku „“.  Međutim, ova pesma nije završila na njegovom albumu, a od marta 2019. godine, još uvek nije zvanično objavljena. U aprilu, nastupao je na Koučeli, muzičkom festivalu održanom u gradu Indio u američkoj državi Kaliforniji. 
11. maja, Voker i Norveški muzički producent K-391 (pravo ime: Kenet Nilsen; engl. Kenneth Nilsen) su objavili vokalnu verziju pesme „Ignite“, u kojoj pevaju Norveška pevačica Džuli Bergen i južnokorejski pevač Seungri.    Muzički spot je objavljen 12. maja na Jutjub kanalu K-391 jer je on (Nilsen) vodeći umetnik na ovom singlu.  Njen Jutjub muzički spot ima preko 100 miliona pregleda.  
27. jula, objavio je pesmu „Darkside“ u kojoj pevaju Au/Ra sa Ibize i Norveška pevačica Tomin Harket, ćerka vokaliste Mortena Harketa. 
21. avgusta, objaio je restart njegovog „Unmasked“ vlog serijala, u kojem nam prikazuje deo svog privatnog života i dešavanja sa njegovih koncerata iza scene. 
30. avgusta, objavio je remiks pesme „Sheep“ čiji izvođač Lej, član južnokorejskog benda Ekso. 
28. septembra, objavio je singl „Diamond Heart“ u kojem peva Sofija Somažo. 
30. novembra, objavio je singl „Different World“ iz njegovog debi studijskog albuma istog imena. Album je objavljen 14. decembra.  Sadrži sledeće nove pesme: „Lost Control“ (pevačica Sorana), „I Don't Wanna Go“ (pevačica Džuli Bergen), „Lily“ (u saradnji sa K-391 i pevačicom Emeli Holov - engl. ), „Lonely“ (u saradnji sa Stivom Aokijem, ISAK-om i Omarom Noirom; ISAK i Omar Noir, respektivno) i „Do It All For You“ (pevač Trevor Gutri - engl. ). 

### 2019: Pesme: „Are You Lonely“, „On My Way“, „Live Fast (PUBGM)“, „Ghost“
22. februara, Voker je objavio singl „Are You Lonely“, u saradnji sa američkim di-džejem Stivom Aokijem i ISAK-om. To je remiks pesme „Lonely“ iz njegovog debi albuma „“. Muzički spot za ovu pesmu je objavljen na Jutjub kanalu Ultra Music 18. aprila.
21. marta, Voker je objavio singl „On My Way“, u kojem peva Sabrina Karpenter i Faruko. Muzički spot za ovu pesmu objavljen je na Alan Vokerovom Jutjub kanalu na isti dan kada je i pesma objavljena.
25. jula, Voker je objavio singl „Live Fast (PUBGM)“, u kojem peva reper Asap Roki (engl. A$AP Rocky). Ta pesma je napravljena u znak saradnje sa poznatom video-igrom za pametne telefone „PUBG Mobile“. Muzički spot za ovu pesmu objavljen je na Alan Vokerovom Jutjub kanalu na isti dan kada je i pesma objavljena.
17. oktobra, Voker je objavio singl „Ghost“, u saradnji sa pevačicom Au/Ra. Ta pesma je napravljena za video-igru „Death Stranding“ od Hideo Kodžime (engl. Hideo Kojima).

## Umešnost
Voker je na početku svoje karijere bio poznat kao Di-džej Vokz ili samo Vokz (engl. DJ Walkzz). Nakon potpisivanja za prvu izdavačku kuću, počeo je da koristi svoje pravo ime, Alan Voker, kao svoje umetničko ime. Svoj logo je dizajnirao u 2013. godini, simbol koji se sastoji od isprepletanih slova "A" i "W", koji predstavljaju njegove inicijale. Nosi kapuljaču i masku preko lica kada izvodi svoju muziku na sceni. Takav izgled su inspirisale 3 stvari: hakerska grupa Anonimus, televizijska serija "" i kompjuterska igrica "Watchdogs".  Kada su ga na intervjuu za NRK pitali zašto nosi masku, izjavio je: "Ona mi pomaže u održavanju niskog profila dok istovremeno održavam psihološku sliku koju su mi dali. Mislim da je to prilično kul. Mali zaplet koji navodi ljude da se zapitaju ko je zapravo osoba koja se nalazi iza imena Alan Voker".  Na epizodi "Unmasked" serijala na Jutjubu, izjavio je: "Maska je više znak odnosno simbol jedinstva i sličnosti svih nas, a ne simbol moje različitosti od drugih".  

## Diskografija
- (2018)

## Turneje
Glavni izvođač
- turneja (2016–2018)
- turneja (2018)
- turneja (2018-2019)
- "Aviation Tour" turneja (2019)

Gostujući izvođač
- Rijana –  turneja (2016)
- Džastin Biber –  turneja (2017)
- Martin Gariks – Četvrtci u Ušuaji

## Spoljašnje veze
- Zvanični veb-sajt Архивирано на веб-сајту  (19. септембар 2021)
- Alan Voker na IMDb
- Jutjub kanal